# Denys Antjuch
Denys Mykolajovyč Antjuch (in ucraino Денис Миколайович Антюх?; 30 luglio 1997) è un calciatore ucraino, centrocampista dello Zorja.

## Carriera

### Club
Cresce calcisticamente tra le giovanili del Naftovyk-Ukrnafta, con cui esordisce in Perša Liha nel 2015. Nel 2019, trasferitosi al Kolos Kovalivka, ottiene la promozione in Prem"jer-liha. Esordisce in massima serie l'11 agosto 2019, in occasione della sconfitta interna per 3-1 contro lo Zorja. Il 17 settembre 2020 esordisce in Europa League, mettendo a segno il suo primo gol in carriera in competizioni europee in occasione della vittoria esterna per 2-1 sul campo dell'Arīs Salonicco.
Nell'estate 2021, dopo aver svolto un periodo di prova, firma un contratto quadriennale con la Dinamo Kiev. Il 22 agosto esordisce col club della capitale, disputando da titolare l'incontro valido per la quinta giornata di campionato vinto per 4-0 contro il Desna Černihiv.

## Statistiche

### Presenze e reti nei club
Statistiche aggiornate al 27 dicembre 2022.
| Stagione                 | Squadra                  | Campionato               | Campionato | Campionato | Coppe nazionali | Coppe nazionali | Coppe nazionali | Coppe continentali | Coppe continentali | Coppe continentali | Altre coppe | Altre coppe | Altre coppe | Totale | Totale | Totale |
| Stagione                 | Squadra                  | Comp                     | Pres       | Reti       | Comp            | Pres            | Reti            | Comp               | Pres               | Reti               | Comp        | Pres        | Reti        | Pres   | Reti   |        |
| ------------------------ | ------------------------ | ------------------------ | ---------- | ---------- | --------------- | --------------- | --------------- | ------------------ | ------------------ | ------------------ | ----------- | ----------- | ----------- | ------ | ------ | ------ |
| 2015-2016                | Naftovyk-Ukrnafta        | FL                       | 14         | 0          | KU              | 0               | 0               |                    | -                  | -                  |             | -           | -           | 14     | 0      |        |
| 2016-2017                | Naftovyk-Ukrnafta        | FL                       | 4          | 0          | KU              | 0               | 0               |                    | -                  | -                  |             | -           | -           | 4      | 0      |        |
| 2017-2018                | Naftovyk-Ukrnafta        | FL                       | 31         | 0          | KU              | 1               | 0               |                    | -                  | -                  |             | -           | -           | 32     | 0      |        |
| Totale Naftovyk-Ukrnafta | Totale Naftovyk-Ukrnafta | Totale Naftovyk-Ukrnafta | 49         | 0          |                 | 1               | 0               |                    |                    |                    |             |             |             | 50     | 0      |        |
| 2018-2019                | Kolos Kovalivka          | FL                       | 12         | 0          | KU              | 0               | 0               |                    | -                  | -                  |             | -           | -           | 12     | 0      |        |
| ago. 2019                | Kolos Kovalivka          | PL                       | 1          | 0          | KU              | -               | -               |                    | -                  | -                  |             | -           | -           | 1      | 0      |        |
| ago.-nov. 2019           | Balkany Zorja            | FL                       | 13         | 2          | KU              | 2               | 0               |                    | -                  | -                  |             | -           | -           | 15     | 2      |        |
| giu.-lug. 2020           | Kolos Kovalivka          | PL                       | 8          | 3          | KU              | -               | -               |                    | -                  | -                  |             | -           | -           | 8      | 3      |        |
| 2020-2021                | Kolos Kovalivka          | PL                       | 22         | 1          | KU              | 3               | 0               | UEL                | 2                  | 1                  |             | -           | -           | 27     | 2      |        |
| Totale Kolos Kovalivka   | Totale Kolos Kovalivka   | Totale Kolos Kovalivka   | 43         | 4          |                 | 3               | 0               |                    | 2                  | 0                  |             |             |             | 48     | 1      |        |
| 2021-2022                | Dinamo Kiev              | PL                       | 3          | 0          | KU              | 1               | 0               | UCL                | 0                  | 0                  | SU          | 0           | 0           | 4      | 0      |        |
| 2022-2023                | Zorja                    | PL                       | 10         | 2          | -               | -               | -               | UCL                | 0                  | 0                  | -           | -           | -           | 10     | 2      |        |
| Totale carriera          | Totale carriera          | Totale carriera          | 118        | 8          |                 | 7               | 0               |                    | 2                  | 0                  |             |             |             | 127    | 8      |        |